# Kloster St. Wolfgang (Hanau)

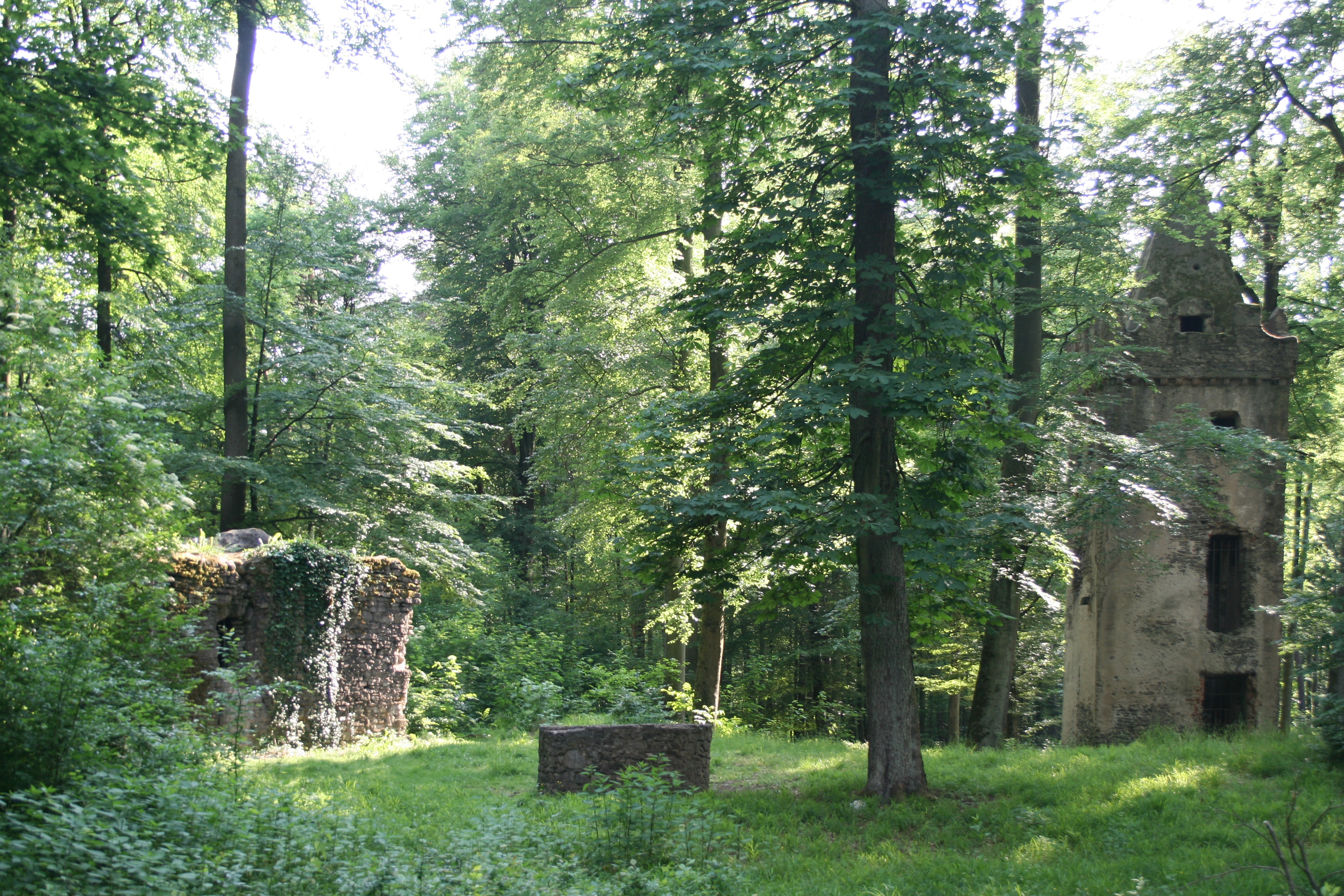
Ansicht der Klosterruine von Norden. Rechts der Turm, in der Mitte steinerner Brunnenkranz, links die Reste der Klosterkirche mit Sakristei.

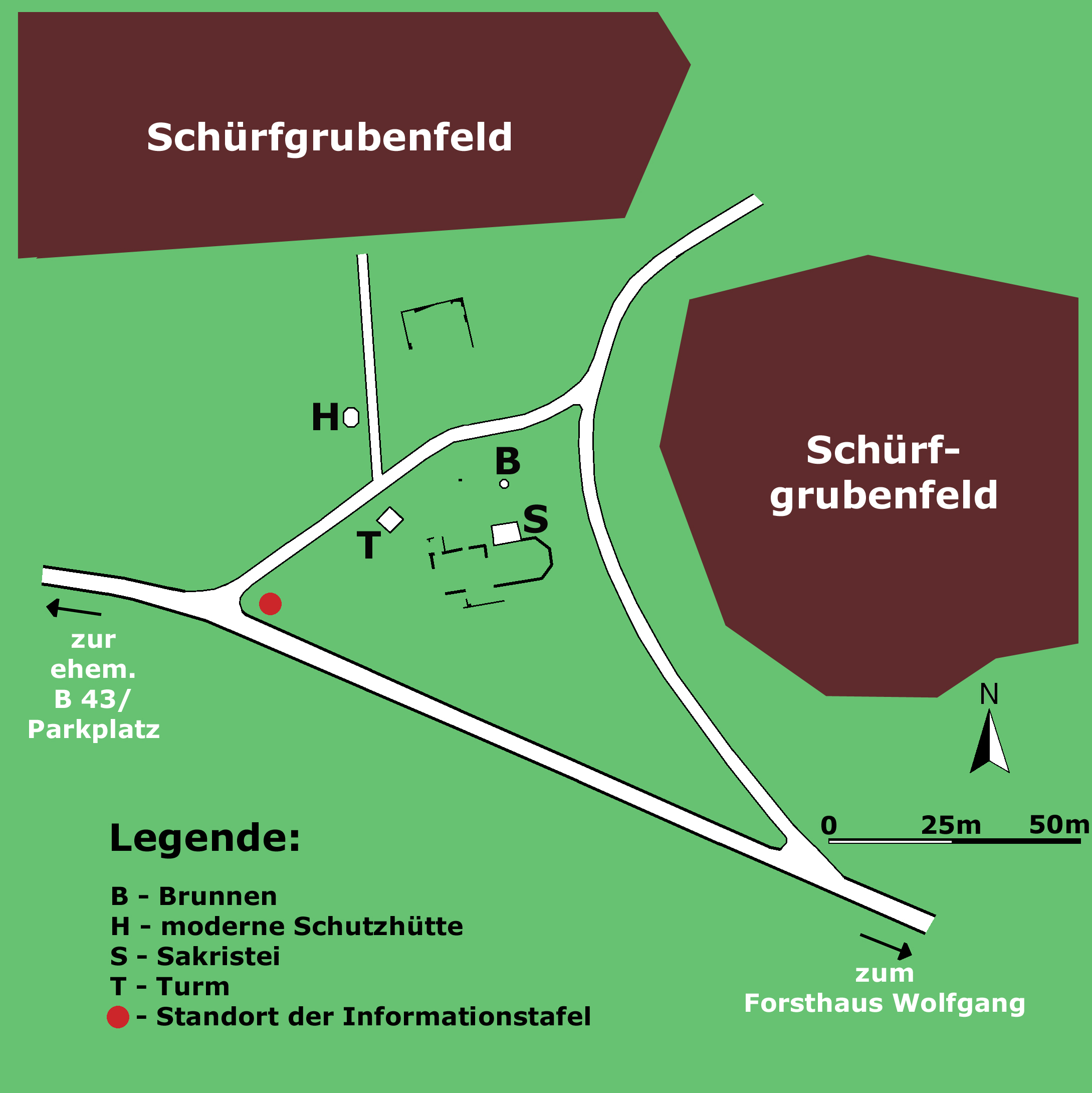
Grundrissplan der hauptsächlich sichtbaren Strukturen

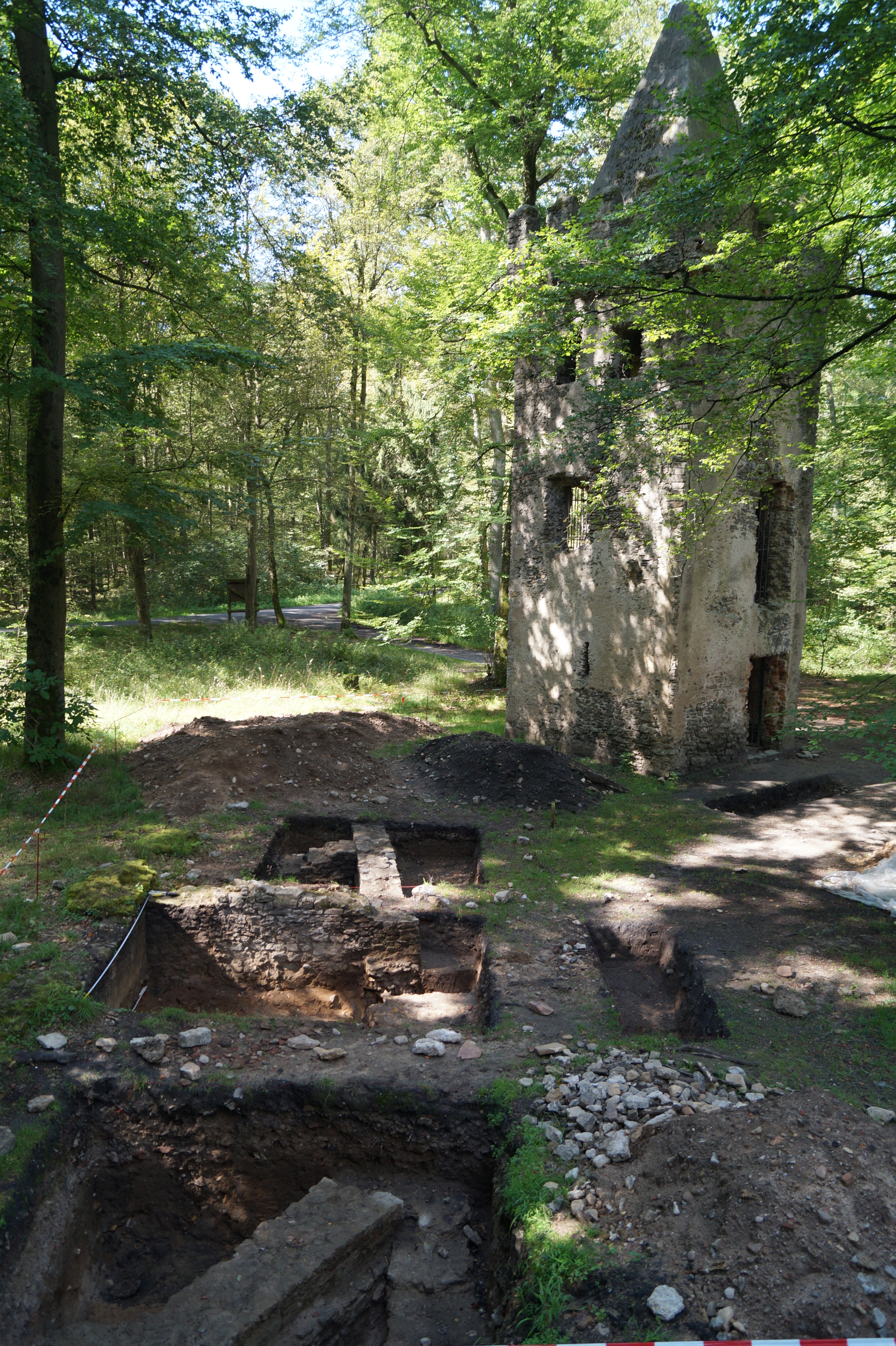
Klosterruine St. Wolfgang bei Hanau-Wolfgang. Ansicht 2014 mit Grabungsschnitten des Hanauer Geschichtsvereins.

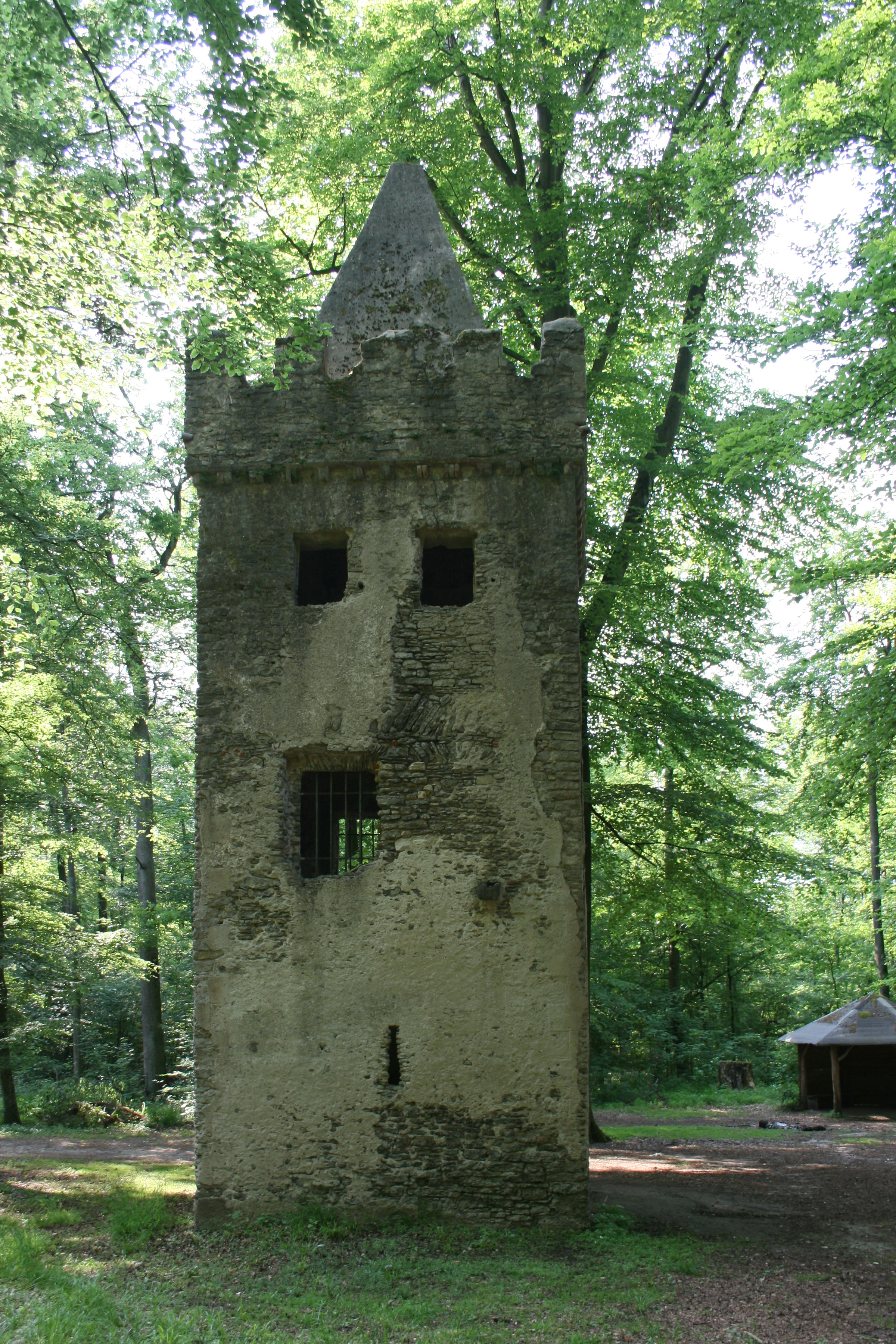
Ansicht des Turms von Osten. An der linken Ecke sind noch deutlich rot aufgemalte Scheinquader zu erkennen

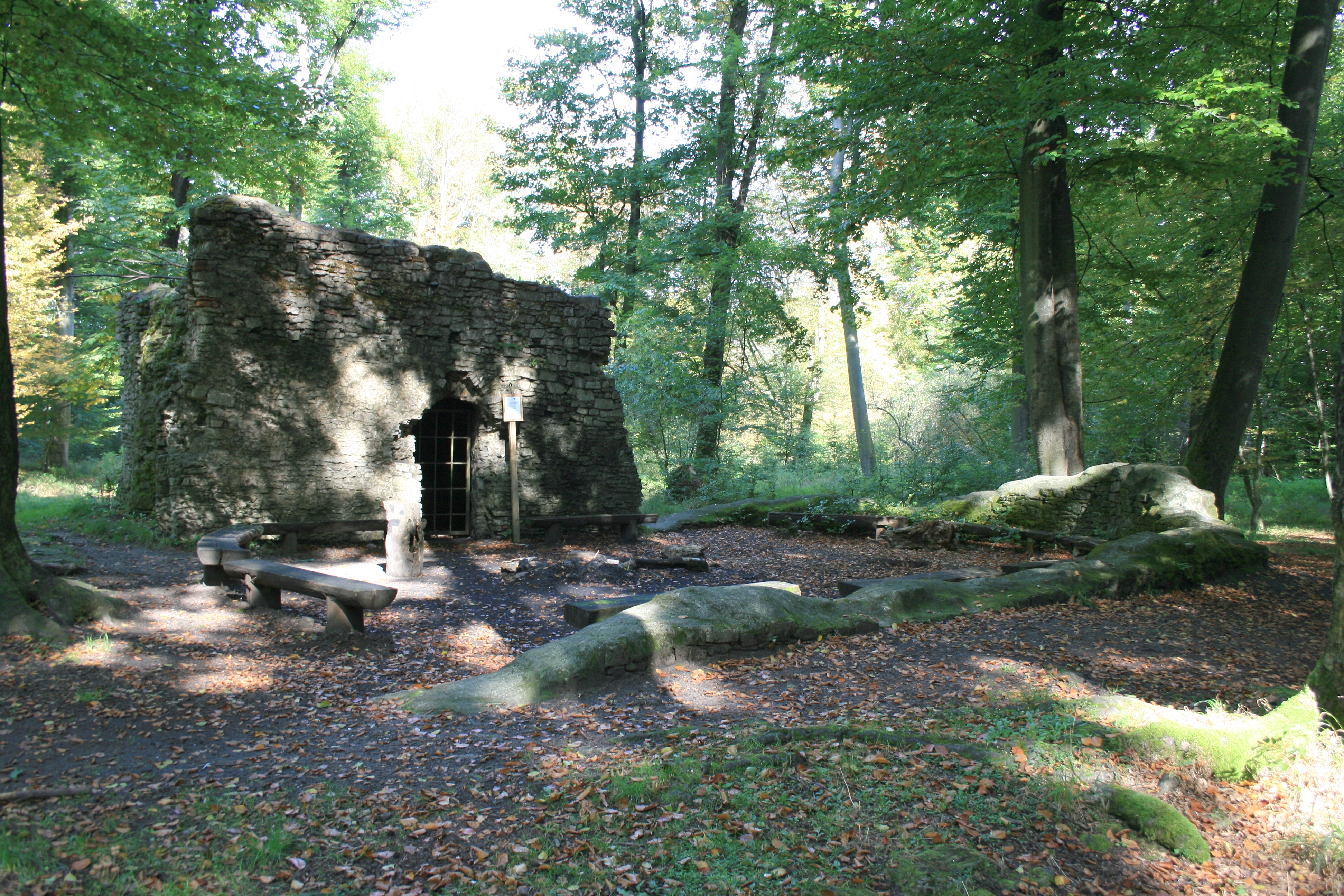
Blick in die Apsis der Kirche (heute ein Grillplatz) und auf das Sakristeigebäude.

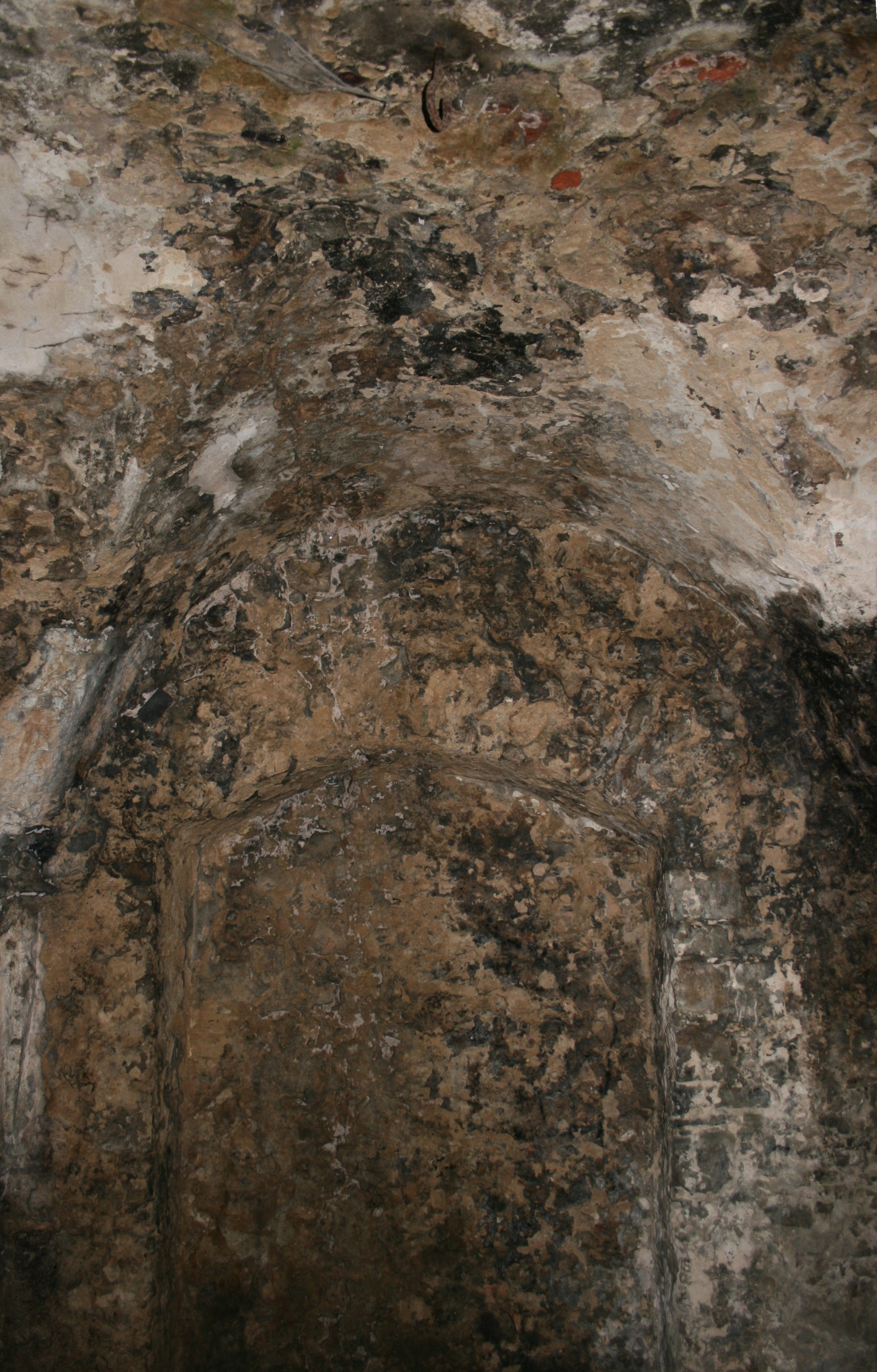
Im Inneren der Sakristei

Die Klosterruine St. Wolfgang ist der Rest eines spätmittelalterlichen Klosters zwischen Niederrodenbach und Hanau-Wolfgang im Main-Kinzig-Kreis in Hessen. Der heutige Hanauer Stadtteil Wolfgang erhielt seinen Namen von dem Kloster.

## Lage
Das Kloster liegt ungefähr in der Mitte zwischen den heutigen Ortschaften Hanau-Wolfgang und Niederrodenbach, jeweils etwa 1,5 km von den Ortsrändern entfernt. Das ausgedehnte Auwaldgebiet der Bulau geht hier allmählich in den vorderen Spessart über, der aufgrund der sandigen Böden vorwiegend aus Kiefernwald besteht. Südlich schließt sich das Naturschutzgebiet „Rote Lache“ an, das seinen Namen wohl von den hier sehr zahlreichen Vorkommen von Raseneisenstein erhalten hat. Das Gebiet rund um das Kloster ist durchwühlt mit zahlreichen größeren und kleineren Gruben, die vermutlich auf den Abbau des Erzes zurückgehen. Wann das geschah, ist unbekannt.
Der Obergermanisch-Raetische Limes läuft etwa 750 m westlich an der Anlage vorbei. Die Ruine liegt heute – recht idyllisch – in einem Waldgebiet unweit des Forsthauses Wolfgang.

## Geschichte
Die Geschichte des Klosters beginnt mit einer dem heiligen Wolfgang geweihten Kapelle, die um das Jahr 1468 von Erasmus Hasefuß, Hoffourier und Trompeter des Grafen Philipp I. des Jüngeren von Hanau, errichtet wurde. Mit der Zeit scheint sich diese Kapelle einer großen Beliebtheit erfreut zu haben, denn es ließ sich eine kleine Zahl Servitenmönche (vier oder fünf) dort nieder. Der Zeitpunkt der Klostergründung ist aber nur ungefähr zwischen 1490 und 1494 zu fixieren. Von einer päpstlichen Bestätigungsurkunde zur Übergabe der Klostergebäude an die Ordensbrüder ist nur eine undatierte Abschrift aus dem letzten Viertel des 16. Jahrhunderts erhalten. Darin ist aber die Rede davon, dass die Mönche bereits seit sechs Jahren an diesem Ort wohnten. Ebenfalls wird erwähnt, dass der Graf ein Haus mit Schlafraum, Speisesaal und weiteren notwendigen Werkstätten übergeben habe und die Kapelle vergrößern ließ.
In seinem Testament hinterließ Graf Philipp den Brüdern von St. Wolfgang die Gabe von „12 Achtel Korn und 4 Gulden“, damit jährlich für ihn eine Messe gelesen werde.
Aus der relativ kurzen Geschichte des Klosters sind nur wenige schriftliche Dokumente bekannt. Im Hessischen Staatsarchiv Marburg existiert ein Brief des Kardinallegaten Raimund Peraudi an den Erzbischof von Mainz. Der Brief basiert wohl auf einem Brief oder einer Schilderung des Grafen Reinhard IV. von Hanau-Münzenberg und erhebt schwere Vorwürfe gegen die Brüder von St. Wolfgang: Im Klosterbereich würden sich viele Menschen versammeln, es geschehe Unzucht durch Kuppler und Kupplerinnen, es gebe Streitigkeiten mit Prügeleien und sie führten sogar zu tödlichen Verwundungen. Es ist ernsthaft zu bezweifeln, dass dies der Wahrheit entspricht. Es folgen auch die Vorschläge, das Kloster aufzulösen und seine Einkünfte dem Hanauer Hospital zuzuführen, das dem Grafen unterstand, wenn sich herausstellen sollte, dass die Vorwürfe wahr seien.
Das war anscheinend nicht geschehen, denn 1512 werden drei Brüder beim Leichenbegängnis des Grafen genannt, ebenso sollen vier Priester 1515 beim Leichenbegängnis für Katharina von Schwarzburg-Blankenburg, die Witwe Reinhards IV., mitgewirkt haben. 1520 bestätigte der Mainzer Erzbischof Albrecht von Brandenburg dem Kloster nochmals verschiedene Privilegien. 1525 wurde das Kloster während des Bauernkriegs von Hanauer Bürgern unter der Führung des Schultheiß von Rodenbach geplündert und teilweise zerstört. Ein weiteres Mal und endgültig „von dem gemeinen Mann“ zerstört soll das Kloster 1527 worden sein. Danach wurde das Kloster, das zuletzt von einem Prior und vier Mönchen bewohnt gewesen sein soll, aufgegeben.
In der Nähe der Ruine ließ Johann Reinhard III., der letzte Graf von Hanau-Lichtenberg, 1715 das Jagdschloss Wolfgang als Jagdhaus errichten. Es wurde 1868 zur Oberförsterei erhoben und beherbergt heute das Forstamt Hanau-Wolfgang sowie die Hessische Samendarre.
Clemens Brentano verfasste in den 1830er Jahren während eines Aufenthaltes im nahe gelegenen Hof Trages bei Freigericht den Märchenroman Gockel, Hinkel und Gackeleia (erschienen 1838). Darin enthaltene Ortsbeschreibungen lassen vermuten, dass die romantische Klosterruine als Vorlage für den Schauplatz „Gockelsruh“ gedient hat.
Im Jahr 2013 fanden erstmals Ausgrabungen des Hanauer Geschichtsvereins in der Klosterruine statt. Im zentralen Klosterbereich konnten in einem oberflächlich erkennbaren Schutthügel weitere Gebäudereste dokumentiert werden, die wohl als Nebengebäude des Klosters anzusehen sind. Die gefundenen Bauteile werden nach einer Dokumentation wieder abgedeckt. Die Ausgrabungen des Sommers 2014 konzentrierten sich auf den Turm innerhalb der Anlage und das nördliche Seitenschiff der Klosterkirche. Ergebnisse der Grabungen wurden vom 21. April 2018 bis zum 31. März 2019 im Rahmen einer Sonderausstellung im Museum Schloss Steinheim ausgestellt.

## Anlage
Von der Anlage steht heute noch ein großer Teil als Ruine aufrecht, besonders der Turm, eine an den Kirchenraum angebaute Sakristei sowie ein steinerner Brunnenkranz (Durchmesser 2,20 m). Die Grundmauern der Kirche sind noch teilweise sichtbar. Einige Erdwälle im Norden lassen weitere Gebäude vermuten. Dabei handelt es sich möglicherweise um Wohn- oder Nebengebäude oder die Kapelle des hl. Wolfgang, bei der unklar ist, ob sie mit dem Kirchenbau identisch ist.

### Turm
Der (heute) frei stehende Turm mit einer quadratischen Grundfläche (4,10 m Seitenlänge) ist etwas über 10 m hoch und wird nach oben von einem Zinnenkranz abgeschlossen. Nicht eingerechnet ist dabei die pyramidenförmige Haube, die zwar unschön anzusehen ist, jedoch verhindert, dass Wasser in das Mauerwerk eindringt und bei Frost zerstört (Spaltenfrost). Sie ist innen eigentlich gemauert, jedoch im letzten Jahrhundert außen mit Spritzbeton befestigt worden. Die Ecken des Turms sind ungefähr auf die Himmelsrichtungen ausgerichtet.
Das Mauerwerk besteht, wie bei allen noch sichtbaren Gebäuden, aus verschieden großen Bruchsteinen, größtenteils lokaler Kalkstein, teilweise sind sogar Ziegel eingemauert. Es war in der damaligen Zeit nicht sichtbar, wie Reste des Verputzes und darauf aufgemalte Scheinquader sowie Reste von Fugenstrich zeigen. Die Fensterlaibungen sind komplett ausgebrochen bis auf eine sehr kleine an der Südwestseite im Erdgeschoss. Verschiedene zugemauerte und später herausgebrochene Öffnungen weisen auf ungewöhnlich viele Umbauten angesichts der kurzen Existenz des Klosters. Im ersten Stockwerk befinden sich mehrere Fensternischen und innen ein Kamin.
Es existiert zwar heute keine Verbindung zu dem östlich davon stehenden Kirchengebäude, eine Dachschräge an der Nordostseite der Außenmauer lässt aber vermuten, dass sich auch hier einst ein Gebäude angelehnt hat.
Er hat äußerlich einige Ähnlichkeiten zum Turm der rund 7 km entfernten Jakobuskirche in Bruchköbel. Die Beobachtung wird durch die Tatsache gestützt, dass beide um das Jahr 1500 entstanden sind.

### Kirche
Von dem 22,40 m langen und 7,40 m breiten Kirchenschiff sind noch einzelne Grundmauern zu sehen. Es ist nach Osten ausgerichtet, in der dortigen Apsis befindet sich heute ein Grillplatz, der über das Forstamt Wolfgang gemietet werden kann. Eine parallel zur Südwand verlaufende Mauer deutet ein Seitenschiff an. Das Gegenstück an der Nordwand wurde 2013 und 2014 freigelegt, sodass von einem dreischiffigen Kirchenraum ausgegangen werden muss. Weniger gut zu deuten sind zwei Mauerzüge an der Nordwand. Ein kleines Mauergeviert an der Nordwestecke gehört anscheinend zu einem Aufgang oder Treppenturm einer Empore. Ein vor der Sakristei ansetzendes Mauerstück könnte einst Chor- und Gemeinderaum getrennt haben. Möglicherweise stand hier auch ein Seitenaltar.

### Sakristei
In die Nordwand der Kirche eingebunden findet sich ein heute noch fast vollständig erhaltener Raum, im Volksmund „Eselsstall“ genannt. Seine Außenmaße betragen 5,45 m × 4,35 m. Vermutlich handelt es sich um die Sakristei der Klosterkirche. In der Westwand befindet sich eine kreissegmentförmige Nische, in der möglicherweise ein Marienaltar stand.

## Denkmalschutz
Die Klosterruine und die Bodendenkmäler in ihrer Umgebung sind Kulturdenkmäler nach dem Hessischen Denkmalschutzgesetz. Alle Nachforschungen, seien es Grabungen, Schürfungen, Wühlereien, auch gezielte Fundaufsammlungen und Veränderungen am Bestand sind genehmigungspflichtig. Zufallsfunde sind den Denkmalbehörden zu melden.